# سيندي كراب
سيندي كراب (بالإنجليزية: Cindy Crabb)‏ هي كاتِبة وموسيقية أمريكية، ولدت في 19 فبراير 1970.